# Calycobolus robynsianus
Calycobolus robynsianus är en vindeväxtart som beskrevs av J. Lejoly och S. Lisowski. Calycobolus robynsianus ingår i släktet Calycobolus och familjen vindeväxter. Inga underarter finns listade i Catalogue of Life.